# Katedrala sv. Dimitrija u Srijemskoj Mitrovici
Katedrala sv. Dimitrija je katolička katedrala i bazilika u Srijemskoj Mitrovici.

## Povijest
Sagrađena je 1811. godine. Neoklasicistička je jednobrodna bazilika, a oltari su djelo tirolskih majstora u stilu neobaroka. 1984. proglašena je konkatedralom, 1999. manjom bazilikom, a kad je proglašena Srijemska biskupija 2008. godine postala je katedrala.
Godine 2024. otpočela je potpuna obnova katedrale, koja bi po planu trebala biti dovršena 2029. godine na 800. obljetnicu Srijemske biskupije.

## Izgled

### Eksterijer
Crkva je jednobrodna građevina u stilu neoklasicizma, pravokutna oblika s okruglom oltarnom apsidom. Bočne fasade su raščlanjene plitkim pilastrima sa dorskim kapitelima i segmentno završenim prozorima. Crkva na desnoj strani ima nazidanu sakristiju nepravilna kockasta oblika, dok na ljevoj ima manju prostoriju u kojoj stoji stalno postavljen Božji grob.
Istočno od crkve je 1827. sazidan župni dvor kao jednokatnica, kordonskim vijencem podijeljena na dva dijela, jednostavnog prostornog rasporeda.

### Interijer
Crkveni pod pokriven je mramornim pločicama, na stropu se nalaze prikazi Marijine krunidbe, krštenja Gospodinova, Uskrsnuća i davanja ključeva raja (prikaz „tu es Petrus”). Crkva ima tri oltara, originalnu oltarnu palu naslikao je 1812. godine Arsa Teodorović. Početkom 20. stoljeća zamijenjena je kipom sv. Demetrija.

## Vanjske poveznice
|  | Zajednički poslužitelj ima još gradiva o temi Cathedral of Saint Demetrius in Sremska Mitrovica |

- Giga Catholic (engl.) Cathedral Basilica of St. Demetrius